# Franz Domes
Franz Domes (25. června 1863 Vídeň – 11. července 1930 Vídeň) byl rakouský sociálně demokratický politik, na počátku 20. století poslanec Říšské rady, v meziválečném období poslanec rakouské Národní rady.

## Biografie

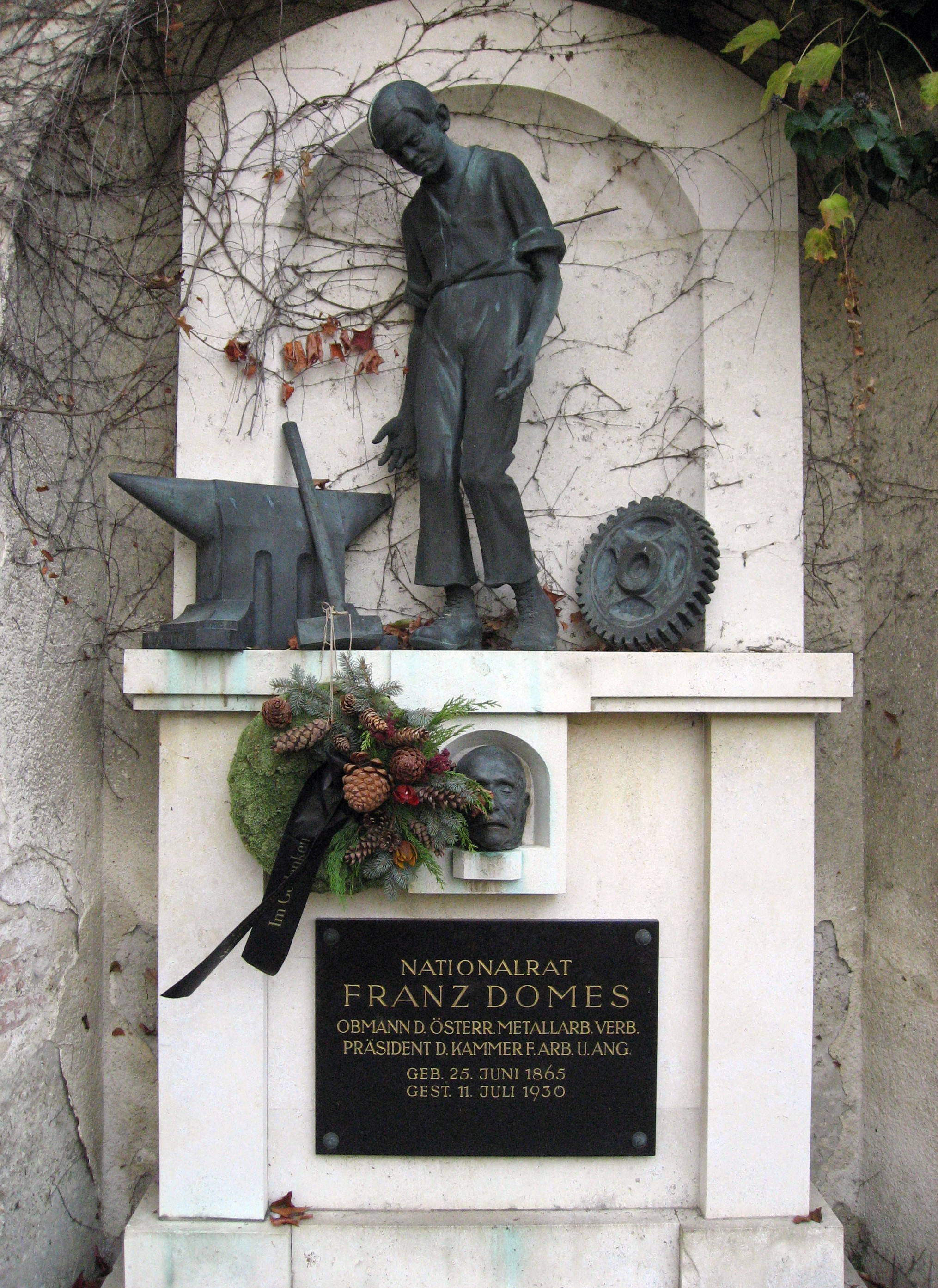
Hrob Franze Domese v smuteční síni v Simmeringu

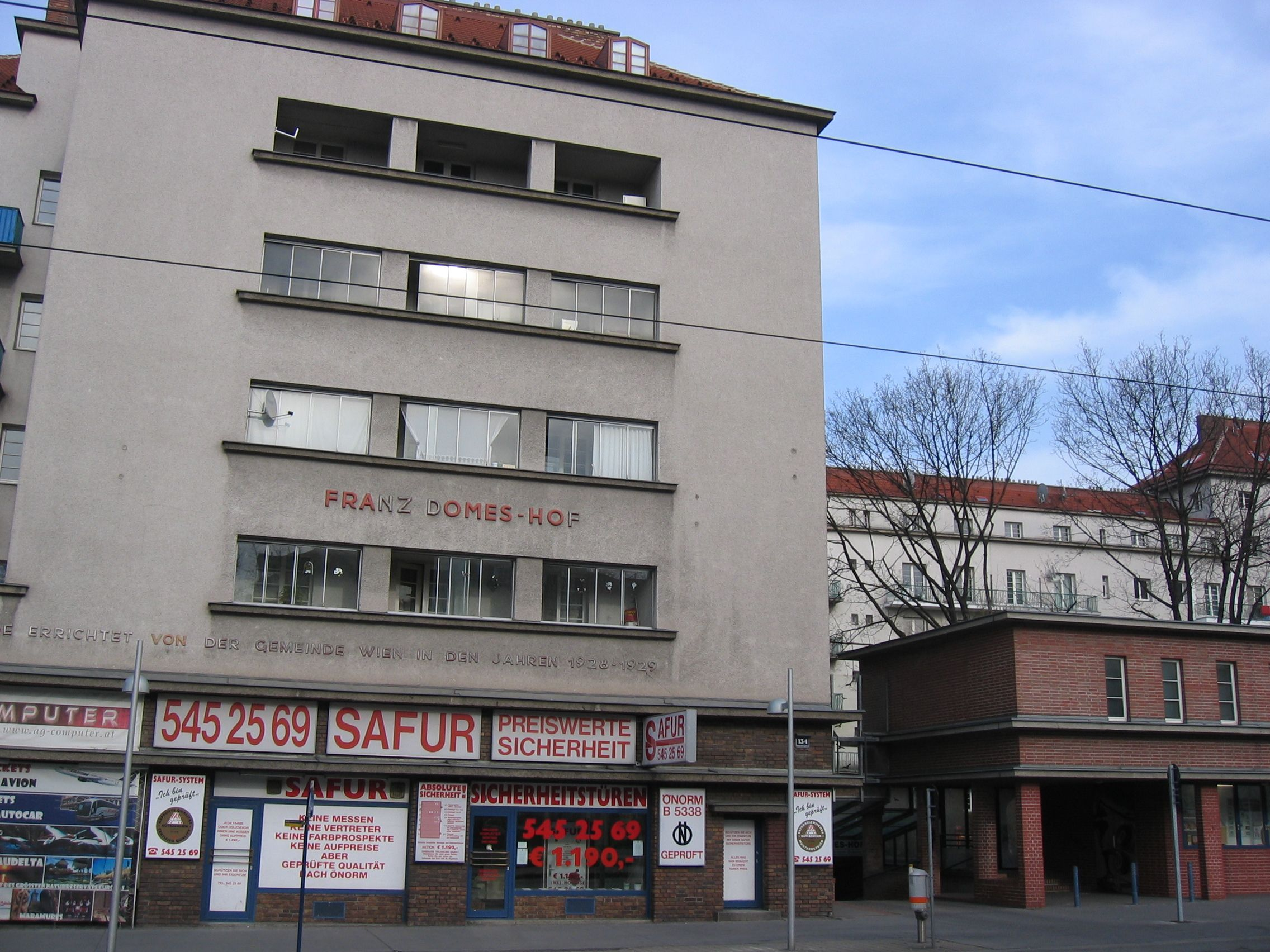
Obytný soubor Franz Domes Hof ve Vídni

Vychodil národní a měšťanskou školu. Původně pracoval jako zámečnický pomocník, procestoval jako učeň Evropu. po vojenské službě byl zámečníkem. Později se angažoval v Sociálně demokratické straně Rakouska a odborovém hnutí. Od roku 1906 zasedal ve Vídeňské obecní radě. Patřil mezi zakladatele Rakouského svazu zaměstnanců kovoprůmyslu, od roku 1898 byl jeho tajemníkem a v roce 1918 se stal jeho předsedou. V meziválečném období byl prezidentem Vídeňské dělnické a zaměstnanecké komory.
Na počátku 20. století se zapojil i do celostátní politiky. Ve volbách do Říšské rady roku 1911 získal mandát v Říšské radě (celostátní zákonodárný sbor) za obvod Dolní Rakousy 11. Usedl do poslanecké frakce Klub německých sociálních demokratů. Ve vídeňském parlamentu setrval až do zániku monarchie.Profesně byl k roku 1911 uváděn jako obecní radní, soukromý úředník a tajemník Rakouského svazu zaměstnanců kovoprůmyslu.
Po válce zasedal v letech 1918–1919 jako poslanec Provizorního národního shromáždění Německého Rakouska (Provisorische Nationalversammlung), následně od 4. března 1919 do 9. listopadu 1920 jako poslanec Ústavodárného národního shromáždění Rakouska a pak od 10. listopadu 1920 až do své smrti byl poslancem rakouské Národní rady, stále za rakouskou sociálně demokratickou stranu.
Koncem 20. let 20. století vyrostl ve Vídni obytný komplex, nazvaný na jeho počest Franz Domes Hof.